# Harrison Island
Harrison Island är en ö i Kanada.   Den ligger i territoriet Nunavut, i den östra delen av landet, 1 500 km norr om huvudstaden Ottawa.